# Баге Морван
Баге Морван (фр. Baguer-Morvan) насеље је и општина у северозападној Француској у региону Бретања, у департману Ил и Вилен која припада префектури Сен Мало.
По подацима из 2011. године у општини је живело 1.598 становника, а густина насељености је износила 69,15 становника/km². Општина се простире на површини од 23,11 km². Налази се на средњој надморској висини од 36 метара (максималној 87 m, а минималној 15 m).

## Демографија
| 1962. | 1968. | 1975. | 1982. | 1990. | 1999. | 2011. |
| ----- | ----- | ----- | ----- | ----- | ----- | ----- |
| 1.047 | 1.150 | 1.326 | 1.347 | 1.306 | 1.337 | 1.598 |

График промене броја становника у току последњих година